# Marco Camenisch
 (juin 2020).
Si vous disposez d'ouvrages ou d'articles de référence ou si vous connaissez des sites web de qualité traitant du thème abordé ici, merci de compléter l'article en donnant les références utiles à sa vérifiabilité et en les liant à la section « Notes et références ».
Marco Camenisch (né le 21 janvier 1952 à Campocologno) est un anarchiste et activiste écologiste suisse. Il est condamné à une peine de prison à Pfäffikon (Zürich) pour le meurtre d’un garde-frontière suisse. Il est libéré en mars 2017.

## Biographie
Marco Camenisch est né le 21 janvier 1952 à Campocologno (Grisons), et grandit à Brusio (Grisons) où son père est douanier. Il abandonne tôt ses études pour un apprentissage de fermier à l’école Plantahof (de). Il devient palefrenier avec son ami d’adolescence, l’écrivain Silvio Huonder[réf. souhaitée].
Il devient membre du « Comité de soutien aux luttes des détenus » et rencontre René Moser (1959)[réf. nécessaire].

### Activisme anti-nucléaire
Camenisch est remarqué par les autorités en 1978 à la suite de ses activités liées au groupe Aktion Strafvollzug (« Action exécution des peines »)[réf. nécessaire].
Le 13 novembre 1979, Camenisch place une charge de dynamite artisanale sur un pylône à haute tension de la société électrique Nordostschweizerische Kraftwerke (NOK) à Fläsch (Grisons). Sa tentative échoue plus ou moins : les dégâts sont évalués à CHF 21 500.- (14 000 €)[réf. nécessaire].
Le matin du 25 décembre 1979, aidé de son ami René Moser, il recommence en faisant sauter un pylône et les transformateurs de la centrale hydro-électrique Sarelli près de Bad Ragaz (Saint-Gall), propriété de la NOK. Le courant est interrompu et un feu se déclare. L’estimation atteint CHF 1 400 000.- (930 000 €)[réf. nécessaire].
Marco Camenisch et René Moser sont arrêtés le 8 janvier 1980 à Saint-Gall, avec « René H. », qui a participé au camouflage du matériel explosif[réf. nécessaire].
Après 14 jours d’emprisonnement à Klosterhof (Saint-Gall), Camenisch est atteint d’une crise de nerf et doit être hospitalisé. Une fois ramené à Klosterhof, il tente de se suicider. À la suite de ces événements et confrontés à d’autres témoins mineurs, René Moser reconnaît certains[Lesquels ?] des faits[réf. nécessaire].

### Premier procès
Le 26 janvier 1981, à Coire, le procès débute pour « utilisation criminelle d’explosifs, infraction à la loi sur le matériel de guerre, tentative de vol à main armée contre un pourvoyeur de fonds à Bâle, et de délit contre la loi fédérale sur les stupéfiants ». René Moser est jugé insuffisant intellectuellement par une expertise. Le procureur Padrutt requiert neuf ans pour Marco Camenisch, six ans et demi pour René Moser et trois ans et demi pour René H., ainsi que des dommages-intérêts pour un montant de CHF 750 000.- chacun (500 000 €), à charge des deux accusés principaux[réf. nécessaire].
Camenisch refuse de plaider coupable[citation nécessaire] et lit un texte de 11 pages : « Nous voulions protester contre la destruction d’une zone naturelle, contre la colonisation de l’Usine électrique de Suisse orientale et contre la servilité des autorités locales ». Il est condamné à dix ans de réclusion. René Moser est condamné à sept ans et demi de réclusion, et tous deux à CHF 730 000.- (486 000 €) de dommages-intérêts. René H., qui a collaboré avec la justice, voit réduire sa peine à trois ans[réf. nécessaire].
Un journaliste zurichois, Kaspar Wespi, critique la sévérité de la sentence : « Il est certain que si les inculpés de Coire avaient été jugés à Zürich, ils s’en seraient sortis avec, au pire, la moitié de la peine. […] Dans le cadre de la justice pénale, le principe de l’égalité de traitement n’est pas respecté. Tout dépend du canton où les délits ont été commis. Une décision injuste comme celle de Coire peut coûter à un inculpé des années de prison. C’est un des aspects négatifs du fédéralisme suisse. » [réf. nécessaire]
Marco Camenisch est immédiatement transféré de Coire à la prison de Regensdorf (Zürich) pour y purger sa peine[réf. nécessaire].

### Évasion et cavale
En prison, Camenisch se lie avec la bande italienne Alfa Rouge, coupable de divers vols à main armée et de trois homicides en 1974. Le 17 décembre 1981, Camenisch et les Alfa Rouge s'évadent en abattant un gardien et en en blessant un autre.
Pendant dix ans, Camenisch se cache en Italie. Il travaille et habite sous le nom de Martino près de l’imprimerie anarchiste et environnementaliste de Carrare (Toscane). Sous pseudonyme, il publie à plusieurs reprises des articles engagés qui paraissent dans divers bulletins anarchistes.

### Retour en Suisse et meurtre d'un douanier
En automne 1989, le père de Marco Camenisch meurt. La police cerne les funérailles pour le cas où Camenisch se présenterait, en vain.
Le 3 décembre 1989, Camenisch franchit la frontière. Il est reconnu à Brusio (Grisons) par le garde-frontière suisse Kurt Moser, qui lui demande ses papiers. Camenisch sort un revolver et l’abat de trois balles dans la tête, avant de se réfugier chez le pasteur protestant de Brusio, Franco Scopacasa, ami de son père. Le pasteur et sa femme le conduisent jusqu’à Le Prese (Grisons), d’où il peut fuir vers l’Italie. Le couple est par la suite accusé par le Tribunal de Brusio d’entrave à l’action pénale et condamné à trois mois de détention avec sursis. Ils sont acquittés des années plus tard grâce au témoignage de Camenisch qui dit les avoir contraints.
Un témoin du meurtre prétend avoir reconnu Marco Camenisch, et le quotidien suisse-alémanique Blick publie sa photo en première page[réf. nécessaire]. Plus tard[Quand ?], le témoin se rétractera en affirmant n’avoir qu’entendu les coups de feu[réf. nécessaire]. Le doute s’installe sur la culpabilité de Camenisch, instillé par ses partisans, et en faisant un « martyr de l’État ». Camenisch reste en cavale encore deux ans.

### Capture et procès italien
Le 5 novembre 1991, sur la route de Cinquale di Montignoso (Toscane), Marco Camenisch est contrôlé par les carabiniers en compagnie de Giancarlo Sergianpietri un « camarade de la typographie » (journal anarchiste italien). Il sort son revolver et tire, blessant l'un des militaires ; la riposte[Quoi ?] lui fait sauter la rotule et lui sectionne les terminaisons nerveuses au niveau du mollet. On trouve sur lui deux armes à feu et six bombes à main rudimentaires. Il est emmené à l’hôpital de Pise (Toscane) où il reste 6 mois, puis à l’infirmerie de la prison San Vittore à Milan (Lombardie). 
Le Ministère public du district de Dielsdorf (Zürich) et le Ministère public des Grisons décernent un mandat d’arrêt et réclament son extradition pour homicide sur un gardien de prison, tentative d’homicide sur un autre et homicide sur un garde-frontière ; Camenisch s'y oppose, et le Tribunal de Massa réclame que Camenisch, qualifié de « terroriste international le plus dangereux » [réf. nécessaire], réponde de plusieurs crimes commis en Italie. Il est accusé personnellement de lésion grave sur un carabinier et détention de faux papiers, et, conjointement avec Sergianpietri, de détention de deux armes à feu et de six bombes à main, vol de voiture, substitution de plaques minéralogiques et d’une vingtaine d’attentats commis en trois ans contre des lignes électriques et une antenne de télévision de la RAI, ainsi que d’un « piège explosif » contre les forces de l’ordre (il semblerait que Camenisch avait prévu à l’aide des explosifs de commettre un braquage au bureau de poste de Massa ; il a notamment déclaré aux juges qu'il voulait « mourir en luttant ») [réf. nécessaire].
Le procès débute le 5 juin 1992. Camenisch rejette toutes les accusations et refuse le dialogue avec la justice, se considérant comme « prisonnier politique ». Il se contente de « réaffirmer son identité et les raisons de son désaccord irrémédiable avec cette société dictatoriale et consommo-fasciste ». La liberté provisoire lui est refusée. Le procureur réclame quinze ans de réclusion et l’Organisme National pour l’Énergie Électrique (Enel), victime des attentats, se constitue partie civile pour réclamer 500 millions de lires (250 000 €)[réf. nécessaire].
Le 4 avril 1993, au terme de dix mois de procès, Camenisch est condamné à douze ans de réclusion dans la prison de Biella (Piémont) et à 250 millions de lires (125 000 €) de dommages-intérêts en faveur de l’Enel.
Dans plusieurs pays, des organisations anarchistes réclament sa libération et dénoncent « l’injustice de sa situation ». Il entretient une correspondance avec son ami d’enfance, l’écrivain Silvio Huonder qui, entre 2000 et 2001, réalise en collaboration avec Daniel von Aarburg et la société allemande Dschoint Ventschr Filmproduktion un documentaire télévisuel sur son propre voyage, Camenisch - mit dem Kopf durch die Wand (« La Tête à travers le mur ») ; il illustre l'idéologie de « retour aux racines » parmi ses anciens complices, les amis et les victimes de Camenisch, passe par Coire et se termine par une visite du prisonnier en Italie. Camenisch rejette le documentaire finalisé et diffusé en 2001 qu’il trouve « indigne », ne restituant pas à sa juste valeur son influence sur les groupes anarchistes de Suisse, d’Italie et ailleurs[réf. nécessaire].

### Extradition vers la Suisse et nouveau procès
En avril 2002, après avoir purgé sa peine, Marco Camenisch est extradé en Suisse dans la prison de Regensdorf pour purger les huit ans restant de sa première condamnation.
Son second procès suisse a lieu à Zurich, où il risque l’emprisonnement à vie pour le meurtre du garde-frontière. Son avocat suisse, Me Bernard Rambert, déclare : « Marco a déjà été condamné en Suisse à dix ans de prison, une peine trop lourde. Avec une sentence pareille, il a été puni pour les actions de tout le mouvement antinucléaire. Ce qui l’a poussé à entrer en conflit avec l’État, avec le système capitaliste. ». 
Le procès débute 10 mai 2004. Il est marqué par des manifestations qui obligent les autorités à renforcer la sécurité autour du tribunal : deux jours plus tôt, 98 personnes avaient été arrêtées au cours d’une manifestation de protestation à Zurich ; des membres de Black Blocks et d’organisations anarchistes italiennes étaient recensés, faisant craindre pour la sécurité de la Cour d'assises.
Le revolver trouvé sur Camenisch lors de son arrestation à Cinquale di Montignoso s'avère être l’arme qui a tué Kurt Moser. 
Le 4 juin 2004, Marco Camenisch est reconnu coupable d’assassinat et condamné à 17 ans de réclusion et à CHF 100 000.- (66 000 €) de dédommagement à la veuve et au fils de sa victime. Sa responsabilité dans l’assassinat du gardien de prison en 1981 n’est en revanche pas reconnue.
Le 1er mai 2005, deux recours sont déposés, à la Cour de cassation du canton de Zurich, pour violation des règles procédurales (les balles de revolver montrées comme preuves ne seraient pas celles utilisées lors du meurtre), et au Tribunal fédéral sur la proportionnalité de la peine (les douze ans de prison passés en Italie n’auraient pas été pris en compte).
Le 10 février 2006, le Tribunal de cassation du canton de Zurich rejette le premier recours et confirme la condamnation, estimant qu’il est impossible que les preuves aient été manipulées. La réponse du Tribunal fédéral n’est pas encore connue.
Marco Camenisch, en libération progressive depuis le 1er septembre 2016, est totalement libéré le 10 mars 2017.

## Citations
« Il ne pourra y avoir d'égalité tant qu'existeront la propriété privée et le pouvoir étatique. Justice et égalité ont la même signification, c'est-à-dire parité des droits et des devoirs » 1981 [réf. nécessaire]
« Lutter fait partie de ma nature, c'est un devoir tout comme être libre est un devoir. Si quelqu'un me dit que j'ai des droits, c'est comme s'il me disait que je suis son esclave. La liberté, pour moi, signifie aussi et surtout que personne ne choisisse à ma place, que je ne sois pas contraint de choisir pour d'autres, que je ne sois pas obligé de choisir, mais que je sache à quoi j'appartiens, ce qui est juste et faux, au-delà du bien et du mal. » 2002[réf. nécessaire]
« Je suis solidaire de la résistance contre les centrales nucléaires, de la résistance sociale et écologiste et de la lutte révolutionnaire de libération sociale contre la domination de classe et contre l'exploitation de l'homme et de la nature. »[réf. nécessaire]
« Considérant que vous n’écoutez que les canons, que vous ne comprenez d’autres langages, nous préférons retourner les canons contre vous. »[réf. nécessaire]

## Historique des attaques et manifestations anarchistes liées à Marco Camenisch
Cette liste d’événements n’est pas exhaustive et demande à être complétée.
1979
- 13 novembre – Fläsch (Grisons) – Un pylône de la NOK tombe près de la frontière du Liechtenstein.
- 25 décembre – Bad Ragaz (Grisons) – Attentat à l'explosif contre la centrale Sarelli de la NOK près de Bad Ragaz. René Moser et Marco Camenisch sont arrêtés et condamnés.

1981
- 12 novembre – Fläsch (Grisons) – Le pylône à la frontière du Liechtenstein tombe à nouveau, exactement deux années après l'attentat commis par Camenisch, à la même heure.

1991
- 1981 à 1991 – Italie – Trente pylônes sont détruits durant cette période. Marco Camenisch sera tenu pour responsable d'une partie de ces attentats.

2002
- 13 septembre – Italie – Des anarchistes défilent dans une dizaine de ville, dont Rome et Milan. Le même jour, d’autres anarchistes manifestent devant l’ambassade de Suisse à Madrid.
- novembre – Florence (Toscane) – Des anarchistes manifestent en faveur de Marco Camenisch lors du Forum social de Florence. La police surveille spécialement le consulat suisse[réf. nécessaire].

2003
- 16 janvier – Paris – Des slogans comme « Feu aux prisons », « Marco Libero », « Free Camenisch », « Vol, pillage, sabotage », « liberté pour toutes et tous », « contre ce monde et ses prisons », des logos de bombe et des A cerclés sont tagués à Paris sur les façades du centre culturel suisse, l’ambassade suisse et la Chambre de commerce suisse, ainsi que dans leurs alentours.
- 16 janvier – Gand (Flandre orientale) – Collage de solidarité avec Camenisch.
- 18 janvier – Buenos Aires – Camenisch entame une grève de la faim. Collage de tracts sur Swiss (un avion?, un guichet?[Quoi ?] et aux alentours de l’ambassade suisse.
- 18 janvier – Bruxelles – Le Secours rouge belge et l’Anarchist black cross de Gand appellent à un rassemblement de solidarité avec Camenisch devant la chancellerie de Suisse.
- 20 janvier – Santa Lucia (Toscane) – Incendie d’un relais de téléphone Albacom. L'attentat est revendiqué par un communiqué envoyé au journal local « Il Tirreno di Viareggio » (selon la presse italienne[Laquelle ?]) qui affirme sa solidarité avec Camenisch.
- 21 janvier – Abetone (Toscane) – Des inconnus font sauter les installations de remontées mécaniques de la station de ski d’Abetone ainsi que des antennes de relais dans deux autres endroits. Sur les murs des installations visées, les enquêteurs retrouvent des graffitis à la gloire de Marco Camenisch.
- 22 janvier – Pietrasanta (Toscane) – Incendie d’un relais de téléphone Wind. Sur un mur voisin, on peut lire « Marco Libero » et trouver un A cerclé.
- 24 janvier – Gênes (Ligurie) – Des inscriptions en l’honneur de Camenisch sont faites sur les murs du bâtiment qui abrite le consulat général de Gênes et dans les rues avoisinantes.
- 25 janvier – Davos (Grisons) – Intervention au micro du mediacenter en faveur de Camenisch, nombreux graffitis et banderole sur un train.
- 25 janvier – La Spezia (Ligurie) – Banderole de solidarité envers Camenisch lors d'une manifestation antimilitariste.
- 28 janvier – Bergame (Lombardie) – Un relais de télévision de la RAI brûle dans la nuit. Des inscriptions « Marco Marina Vincenzo liberi » et « relais = mort » sont retrouvées sur un mur des environs.
- 1er février – Milan – Manifestation devant le consulat suisse, puis rassemblement devant un magasin Benetton. On peut lire sur les banderoles de la première : « vos attentats ce sont les prisons », « non au 41bis, à l’isolement, à la torture » et « les éco-attentats ce sont les usines chimiques, les désastres environnementaux sont les œufs [référence explicite au sabotage d’Abetone du 21 janvier 2003 qui a ravagé les œufs du téléphérique] de l’opulence ». Le tract distribué devant le consulat réclame notamment la liberté pour Camenisch et pour tous[Qui ?].
- 1er février – Barcelone – Des tags sont peints sur la façade de l’entreprise multinationale Zurich Insurance Group (siège en Suisse) : « Abolition de la prison, Camenisch libre et sauvage, à bas le nucléaire ».
- 9 février – Coire – Manifestation contre les prisons et en solidarité avec Camenisch.
- 11 février – Pieve di Teco (Ligurie) – Un relai de la société de téléphones portables Omnitel brûle. L’inscription « Marco Libero » est retrouvée sur une cabine téléphonique dans les environs.
- 12 février – Paris – Plusieurs boutiques d'origine suisse sont visées, notamment Adia, Adecco et Lloyd Continental : les serrures des portes d’entrée sont bouchées à la soudure à froid ou au mastic, et des graffitis « Marco Libero », « Solidarité avec les prisonnières en lutte », « Marco, la Suisse te détruit, nous abîmons la Suisse » sont peints sur les vitrines.
- 3 novembre – Bruxelles – Le Secours rouge Belge et l’Anarchist black cross de Gand se rassemblent à nouveau devant la chancellerie de Suisse en faveur de Camenisch. La police intervient. Le Secours rouge prend acte de l’impossibilité qui lui est faite de manifester et en tirera les conclusions appropriées[Lesquelles ?] dans son action de soutien aux « militants communistes, ouvrier, anarchistes, antifascistes et anti-impérialistes confrontés à la répression bourgeoise ».
- 5 novembre – Paris – L’agence d’interim suisse Adia reçoit des cocktails Molotov. Le texte suivant a été laissé sur place : « Contre les exploiteurs et les matons en tous genre : Feu ! Solidarité avec Marco Camenisch et tous les prisonniers en lutte ».

2004
- 1er mai – Zurich – Manifestation de solidarité avec Camenisch.
- 5 mai – Dijon (Côte d’Or) – Bombages en solidarité avec Camenisch sur différentes représentations suisses : le Consulat suisse, ainsi qu’une agence de la Zürich assurance.
- 7 mai – Sergnano (Lombardie) – Une centrale électrique d’une antenne de téléphone portable Snam est incendiée. Sur place, on retrouve un graffiti « Libertà per Marco Camenisch ».
- 8 mai – Zurich – Manifestation de solidarité avec Camenisch.
- 14 mai – Travedona-Monate (Lombardie) – Incendie d’un relais de téléphones portables revendiqué en solidarité avec Camenisch.
- 25 mai – Zurich – Un attentat à la bombe incendiaire est commis contre la tour de transmission de la télévision suisse alémanique SF DRS sur l’Uetliberg. Des sympathisants de Camenisch revendiquent l'attentat.
- 29 juin – Zurich – Le siège de AG, une entreprise contrôlée par Axpo, et Degussa CIAG[5], dans le bâtiment de l’Autonome Kulturwerkstatt Wohlgroth, fait l'objet d'une attaque nocturne. Les fenêtres du rez-de-chaussée sont brisées et un message « Vi faremo saltare, free Marco » (vous allez sauter) est retrouvé sur place. L’immeuble en question avait abrité l’un des plus grands squatts de Zurich au des années 1990.
- 19 juillet – Saliceto di Cadeo (Piémont) – Deux pylônes sont abattus à l'explosif. Sur place, on retrouve les graffitis « Guerre aux nuisances », « Carlo vive » et « Marco Libero ».